# Асеница
 Тази статия е за река Чая.  За индуистката богиня със същото име вижте Чая (богиня).  
Асèница (по-рано: Чàя до 29 юни 1942 г., Асèновица до 27 април 1945 г., Чепелàрска река до 25 юли 1989 г.) е река в Южна България – област Смолян (община Чепеларе) и област Пловдив (общини Асеновград, Родопи и Садово), десен приток на река Марица.
Дължината ѝ е 86 km, която ѝ отрежда 39-о място сред реките на България. Отводнява източните склонове на рида Чернатица, северозападните части на Преспанския дял и рида Добростан на Западните Родопи.

## Етимология
Реката получава името Чая до 1942 г. от множеството чаеве по поречието си: подбел, мента, липи, мащерка и др., най-вече по средното си течение около Нареченски бани, където е наричана така и днес.
Името си Чепеларска река носи от 1942 г. по названието на град Чепеларе, през който минава по горното си течение. Долното ѝ течение преминава през Асеновград, където е наричана Асеница по името на града и това е официалното име на реката от 1989 г. В картографските издания и в справочниците на Националния институт по метеорология и хидрология при Българската академия на науките се използва името Чепеларска река. 

## География

### Извор, течение, устие
Асеница води началото си от 1550 m н.в. в курорта „Пампорово“. От извора си до село Хвойна тече на север, след това до село Бачково – на североизток, а след селото и до устието си – отново на север. От извора до град Асеновград протича в тясна, дълбока и красива долина, по която има две малки долинни разширения – в районите на град Чепеларе и село Хвойна. След Асеновград реката навлиза в Горнотракийската низина, където коритото ѝ става широко и песъчливо и от него наляво и надясно се отделят напоителни канали. Влива се отдясно в река Марица на 148 m н.в., на 2,5 km южно от село Рогош, Община Марица.

### Водосборен басейн
Площта на водосборния басейн на реката е 1010 km², което представлява 1,9 % от водосборния басейн на Марица. Границите на басейна ѝ са следните:
- на изток – с водосборния басейн на река Черкезица (Сушица), десен приток на Марица;
- на югоизток – с водосборния басейн на река Арда, десен приток на Марица;
- на югозапад и запад – с водосборния басейн на река Въча, десен приток на Марица;
- на северозапад – с водосборния басейн на Първенецка (Тамръшка) река, десен приток на Марица.

Основни притоци (→ ляв приток, ← десен приток):
- → Никалски дол
- ← Янчова река
- → Керечменска река
- → Камбурска река
- → Сивкова река
- ← Изворски дол
- → Пичуров дол
- → Вълчи дол
- ← Лопухска река
- ← Богутевска река
- → Брезовско дере
- ← Острицки дол
- → Бурви дол
- ← Василковски дол
- ← Куцева река
- → Забърдовска река
- → Белия дол
- → Михаилско дере
- ← Селското дере
- → Орещица (Орешецка река)
- ← Тодорова река
- → Реката
- ← Лютидол
- ← Юговска река
- → Улендол
- → Дъсков дол
- → Оршин дол
- → Раздол
- → Луковица

### Хидрология
Реката е с дъждовно-снежно подхранване, като максимумът е в периода април-май, а минимумът – август. Среден годишен отток при село Бачково – 12 m3/s, като през горещите летни месеци оттокът е под 1 m3/s.

## Селища
По течението на реката са разположени 6 населени места, в т.ч. 2 града и 4 села:
- Област Смолян

- Община Чепеларе – Чепеларе, Хвойна;

- Област Пловдив

- Община Асеновград – Нареченски бани, Бачково, Асеновград;
- Община Садово – Катуница;

## Значение
Водите на реката се използват за електродобив (обща максимална мощност 8300 KW/h) – ВЕЦ „Чепеларе“, „Асеница I“ и „Асеница II“, а в Горнотракийската низина – за напояване и отчасти за промишлено водоснабдяване. След село Катуница коритото на реката е обезопасено срещу наводнения с водозащитни диги.
По долината на реката, на протежение от 59,3 km, от Асеновград до село Проглед преминава участък от второкласен път № 86 от Държавната пътна мрежа Пловдив – Смолян – Рудозем – ГКПП „Рудозем“.
В края на XX век водите на реката са силно замърсени от оловно-цинковите флотации в Лъки, но с изчерпването на рудниците замърсяването намалява. За това спомага и изграждането на пречиствателни станции от предприятията по поречието. Битовото замърсяване продължава да е фактор. Водите са чисти, но остатъците от рудата (финия, необичаен за реката пясък) могат да бъдат срещнати по поречието на реката.

## Други
На Чая е наречена улица в квартал „Орландовци“ в София (Карта).

## Топографска карта
- Лист от карта K-35-62. Мащаб: 1 : 100 000.
- Лист от карта K-35-74. Мащаб: 1 : 100 000.
- Лист от карта K-35-86. Мащаб: 1 : 100 000.